# Lago El Mollar
El lago la angostura o embalse La Angostura es un lago artificial, embalse de aguas dulces producido por el dique de La Angostura, ubicado en la provincia argentina de Tucumán. Se encuentra al pie del Cerro Nuñorco, en la margen sur del embalse. Fue construido en la década del 70. 
- Localización:
- Altitud: 2.137 m s. n. m.

Está rodeado de las escarpadas y frecuentemente nevadas sierras del Aconquija al sur (con altitudes de 5.000 m s. n. m.) y las Cumbres Calchaquíes al norte. El valle de Tafí inmediatamente al noroeste y la lujuriante quebrada de los Sosa inmediatamente al sudeste. En la orilla sur de este lago se ubica la población de El Mollar y en sus proximidades el Parque Provincial de los Menhires.

## Tributarios y emisario
Los ríos tributarios y emisario al embalse la Angostura: de la Ovejería, de las Carreras, Churqui, Blanquito, Tafí, el Mollar y de los Sosa.
El lago posee un espejo de agua que abarca más de 350 ha, teniendo una profundidad de 20 m. El aporte principal de aguas lo hace el río de los Sosa que desde las altas cumbres desciende hacia el centro de la provincia de Tucumán.

Lo bordea por el norte la ruta provincial RP 307 y un ramal meridional, al sur de este ramal corre entre "caminos de herradura" la ruta RP 355. Tales rutas (en muy buen estado) comunican a este lago con las poblaciones de Tafí del Valle y la ya citada de El Mollar, por estas rutas existen comunicaciones con Monteros, Amaicha del Valle, Encalilla y Tolombón.
Aparte de la posibilidad de practicar deportes náuticos, el lago El Mollar tiene como uno de sus grandes atractivos la pesca deportiva, por ejemplo se pueden obtener pejerreyes que se pueden pescar a flote o en profundidad, para tal pesca la profundidad preferible es la de 6 m y la mejor temporada es la que va de marzo a abril (verano meridional).

## Turismo

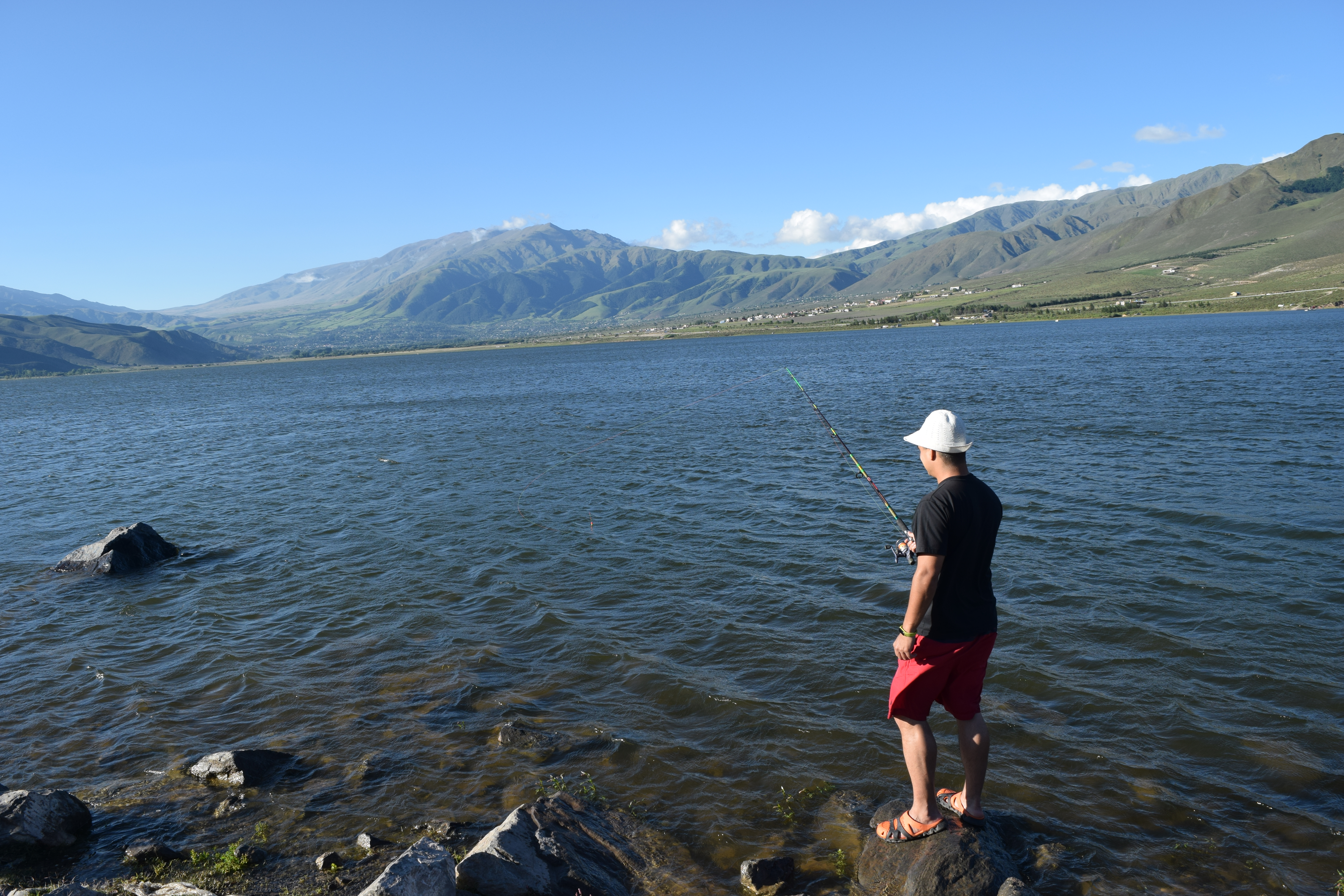
Lago La Angostura, Tafí del Valle, Tucumán, Argentina

- Camping Mutualidad Prov de Tucumán, en el acceso
- Camping entre el Dorita y el Mollar.